# بمب‌گذاری در هتل کینگ دیوید
بمب‌گذاری در هتل کینگ دیوید (به انگلیسی: King David Hotel bombing) در ۲۲ ژوئیه ۱۹۴۶ در شهر اورشلیم (قدس) منجر به کشته شدن 91 انگلیسی، عرب و یهودی و مجروح شدن 46 نفر شد.
بین ژانویه 1944 تا آوریل 1947، شبه نظامیان صهیونیست یک سری عملیات تروریستی را با هدف پایان دادن به قیمومیت بریتانیا انجام دادند که به نظر آنها مانعی بر سر راه تشکیل یک کشور یهودی در فلسطین بود. دیدنی ترین آن عملیات بمباران هتل کینگ دیوید در 22 ژوئیه 1946 توسط ایرگون بود که دوره جدیدی از تروریسم عمومی را آغاز کرد،
سازمان نظامی ملی ایرگون (Irgun Zvai Le'umi) یک سازمان تروریستی یهودی مخالف ادامه حکومت بریتانیا بر فلسطین ، هتل کینگ دیوید را بمباران کرد. این مرکز یک هتل معمولی نبود، بلکه مقر نظامی، ایستگاه‌ اطلاعاتی، و دبیرخانه دولتی آن بود .در ژوئیه 1946، مبارزان ایرگون به دستور جنبش مقاومت عبری مواد منفجره را در زیرزمین کار گذاشتند. این  اقدام تروریستی منجر به از دست دادن جان افراد زیادی شدایرگون کارزار خشونت آمیزی را برای بیرون راندن بریتانیایی ها از فلسطین و هموار کردن راه برای تشکیل دولت یهودی به راه انداخته بود.مبارزان ایرگون که در لباس کارگران عرب ظاهر شده بودند، مواد منفجره را در زیرزمین قرار دادند، در این انفجار 91 غیر نظامی و چند افسر عالی رتبه کشته شدند.
اندکی بعد از ظهر روز دوشنبه 22 ژوئیه 1946، یک کامیون حمل بار به ورودی فرعی هتل کینگ دیوید رسید. هشت مرد مسلح که لباس کارگران عرب را پوشیده بودند هفت شیر پز بزرگ حاوی 350 پوند مواد منفجره را در زیرزمین، نزدیک ستون هایی که شش طبقه را نگه می داشتند، قرار دادند. تروریست ها هنگام ورود و خروج از هتل با کارکنان هتل مواجه شدند یک افسر بریتانیایی (سروان الکساندر دی مکینتاش که بعداً درگذشت) و یک پلیس به تروریست ها مشکوک شدند و آن ها را به چالش کشیدند و  بلافاصله تیرباران شروع شد. زنگ خطر به صدا درآمد و تعدادی از تروریست ها مورد اصابت گلوله قرار گرفتند و زخمی شدند، اما توانستند فرار کنند و توسط جمعیت یهودی محلی - داوطلبانه یا با "اقناع" مخفی شدند. اندکی پس از آن، یک بمب انحرافی در آن سوی خیابان منفجر شد. بمب‌های زیرزمین هتل کینگ دیوید در ساعت 12:37 بعد از ظهر منفجر شد و 91 کشته و 46 زخمی برجای گذاشت.اگرچه مناخیم بگین - فرمانده ایرگون و نخست وزیر آینده اسرائیل - بارها ادعا می کرد که هشدارهایی برای تخلیه هتل کینگ دیوید داده شده است، اما هنوز این سؤال وجود دارد که آیا آنها نادیده گرفته شده اند یا هرگز به مقامات مربوطه ابلاغ نشده اند.توماس سوارز، محقق تاریخی، در کتاب خود فلسطین ربوده شده: چگونه صهیونیسم یک دولت آپارتاید را از رودخانه تا دریا ایجاد کرد، فهرست جامعی از اقدامات تروریستی صهیونیست ها در طول سال ها ارائه می دهد، از جمله حملاتی که منجر به تلفات بیشتر از 91 کشته در بمب گذاری هتل شد. سوارز این ادعای تماس های هشدار دهنده را به عنوان یک انحراف توصیف می کند. باورش سخت است که یک اپراتور پس از دریافت چنین تماسی در هتل بماند و یکی از بازماندگان که یکی از اپراتورها را می‌شناخت، سوارز با او مصاحبه کرد و چنین هشداری نشنیده بود. سوارز می گوید که این ادعا توسط جنبش صهیونیستی در پاسخ به محکومیت بین المللی حمله مطرح شده است.

## طرح‌ریزی
این عملیات تنها عمل تندروهای یهودی نبود، بلکه یک حمله هدفمند بود که از طرف گروه آرگون هدایت و با موافقت سران بلندپایه سیاسی در فلسطین –آژانس یهود و در رأس آن دیوید بن گورین انجام شد.
رئیس عملیات زاوی لیونی پدر تسیپی لیونی وزیر خارجه سابق اسرائیل بود عملیات تحت فرماندهی مناخیم بگین انجام گردید.مناخیم بگین نخست وزیر آینده اسرائیل از سال 1977 تا 1982، یکی از رهبران اولیه ایرگون بود و حمله به هتل کینگ دیوید را طراحی و اجرا کرده است.